# Куценко, Валентина Павловна
Валентина Павловна Куценко (24 сентября 1930 — 5 февраля 2022) — советская киноактриса, советская и российская писательница.

## Биография
Валентина Куценко родилась 24 сентября 1930 года на Украине. Отец был учителем и преподавал украинский и русский языки, а также украинскую и русскую литературу. Мать Харитина Акимовна была родом из крестьян, во время Великой Отечественной войны была связной партизанских отрядов.
Валентина Куценко поступила на актёрский факультет Всесоюзного государственного института кинематографии в 1949 году (курс Василия Ванина, после его смерти в 1951 году, курс Владимира Белокурова). Закончила ВГИК в 1954 году, была распределена в штат киностудии «Мосфильм» и Театра-студии киноактёра. Кроме кино играла в театре и много работала в озвучивании.
Дебютировала в кино в 1955 году, сыграв небольшую роль в фильме «Белый пудель» по рассказу Александра Куприна. Известность пришла после роли в картине «Звёзды на крыльях», где её партнёрами были Лев Фричинский и Вячеслав Тихонов. Другие известные работы актрисы: Варька («Когда поют соловьи»), Наташа («Особое поручение»), Лена («Последние залпы»), Катя («Сколько лет, сколько зим»), Зоя («Люди на Ниле»).
В конце 1970-х годов актриса попала в автокатастрофу, в результате которой у неё оказались парализованы руки. После лечения она оставила кинематограф и занялась литературной деятельностью. Написала несколько десятков рассказов (сборник «Рассказы для ожидающих»), повесть «О маме» (2010).

### Личная жизнь
- Первый муж (фактический) — Конрад Вольф (1925—1982), немецкий кинорежиссёр, с которым Куценко вместе училась во ВГИКе. Брак продолжался около трёх лет.
- Второй муж — Николай Фигуровский (1923—2003), советский кинорежиссёр. Брак с 1963 года.
  - Сын — Николай Фигуровский (род. 1966)

Валентина Павловна Куценко ушла из жизни 5 февраля 2022 года. Похоронена на Востряковском кладбище.

## Творчество

### Фильмография
1. 1955 — Белый пудель — рыбачка
2. 1955 — Звёзды на крыльях — Надежда Коренюк
3. 1956 — Долина синих скал — Леся, подруга Ксени
4. 1956 — Когда поют соловьи — Варька
5. 1957 — Особое поручение — Наташа Лемчук
6. 1958 — По ту сторону — ассистентка доктора
7. 1960 — Леон Гаррос ищет друга — Ольга
8. 1960 — Последние залпы — Лена Колоскова (также вокал; музыка Моисей Вайнберг, слова Булат Окуджава)
9. 1962 — Маленькие мечтатели (новелла «Юлькин день») — мама
10. 1963 — Королевство кривых зеркал — дама с «променадом»
11. 1963 — Три часа дороги — Валя, пассажирка
12. 1963 — Четверо в одной шкуре — мама
13. 1964 — Зелёный огонёк — регистратор полклиники
14. 1965 — Сколько лет, сколько зим — Катя
15. 1968 — Люди на Ниле — Зоя
16. 1970 — Переступи порог — мама Андрея Глазунова
17. 1970 — Песни моря — секретарь, считающая в комиссии голоса
18. 1971 — Минута молчания — Клавдия Фёдоровна, учительница математики
19. 1972 — Печки-лавочки — Ирина Георгиевна, пациентка санатория
20. 1973 — Москва — Кассиопея — журналистка
21. 1974 — Закрытие сезона — мама Генки
22. 1975 — Там, за горизонтом — эпизод
23. 1975 — Тот станет всем — Нина Антоновна
24. 1983 — Комета — соседка (нет в титрах)